# Janovice (district de Frýdek-Místek)
Pour les articles homonymes, voir Janovice.
Janovice (en allemand : Janowitz) est une commune du district de Frýdek-Místek, dans la région de Moravie-Silésie, en République tchèque. Sa population s'élevait à 1 967 habitants en 2021.

## Géographie
Janovice se trouve au pied du massif des Beskides moravo-silésiennes, à 8 km au sud-est de Frýdek-Místek, à 25 km au sud-est d'Ostrava et à 290 km à l'est-sud-est de Prague.
La commune est limitée par Frýdek-Místek au nord, par Raškovice à l'est, par Krásná au sud-est, par Frýdlant nad Ostravicí au sud-ouest et par Pržno et Baška à l'ouest.

## Histoire
La première mention écrite du village date de 1573.

## Transports
Par la route, Janovice se trouve à 11 km de Frýdek-Místek, à 31 km d'Ostrava et à 361 km de Prague.